# Petter Salsten
Petter Salsten, född 11 mars 1965,  är en norsk sportchef i Norges Ishockeyforbund, tidigare ishockeytränare och ishockeyspelare från Furuset i Oslo. Han är far till en landslagsspelare Eirik Salsten född 1994 och tvillingbröder Vetle och Håvard Salsten som båda är ishockeyspelare.
Moderklubb är Furuset Ishockey, för vilken han blev norsk mästare 1983 och 1990. De kommande två säsongerna spelade han för AIK i den svenska elitserien. Därefter följde en säsong tillbaka i Furuset, innan han flyttade till Storhamar Dragons 1993/1994, där han tillbringade resten av sin aktiva karriär till 2000. Här vann han fyra norska mästerskap som spelare och ett som tränare. Salsten har 92 landskamper för Norge. Salsten deltog i olympiska vinterspelen 1988 i Calgary, 1992 i Albertville och 1994 i Lillehammer. 